# Пјанозинатико (Пистоја)
Пјанозинатико је насеље у Италији у округу Пистоја, региону Тоскана.
Према процени из 2011. у насељу је живело 93 становника. Насеље се налази на надморској висини од 978 м.